# Noordelijke witte neushoorn
De noordelijke witte neushoorn (Ceratotherium simum cottoni) is een van de twee ondersoorten van de witte neushoorn. Deze ondersoort wordt anno 2011 door de IUCN beschouwd als kritisch bedreigd en mogelijk uitgestorven in het wild. In 2005 werden nog vier dieren waargenomen in het Nationaal park Garamba in de Democratische Republiek Congo. Sinds 2006 werden in het wild geen waarnemingen meer gedaan.

## Bedreiging
In de jaren 70 en 80 van de 20e eeuw reduceerden stropers de populatie noordelijke witte neushoorns van 500 naar slechts 15. Vanaf begin jaren 90 tot 2003 herstelde de populatie zich tot meer dan 32 neushoorns. Sinds het midden van 2003 is het stropen echter weer toegenomen en mogelijk zijn de laatst waargenomen dieren intussen ook gestorven.
Acht noordelijke witte neushoorns bevonden zich tot 2009 in gevangenschap in twee zoölogische instituten: zes in de Zoo Dvůr Králové in Tsjechië en twee in het San Diego Wild Animal Park in de Verenigde Staten. Eerder leefden er drie noordelijke witte neushoorns in het San Diego Wild Animal Park, maar op 30 mei 2007 overleed de neushoorn Nadi, vermoedelijk door ouderdom. Deze ondersoort van de witte neushoorn plant zich niet goed voort in gevangenschap. In 2000 werd na bijna twee decennia weer een kalf geboren in Dvůr Králové. In december 2009 werden 4 neushoorns (2 wijfjes en 2 mannetjes) uit deze zoo overgevlogen naar Nairobi, waarna ze in een Keniaans wildreservaat werden uitgezet. Door de dood van de 39-jarige Nesari in 2011, de 34-jarige Suni in oktober 2014 en de 44-jarige Angalifu op 14 december 2014 bleven er wereldwijd nog maar vijf soortgenoten over: 1 in San Diego Wild Animal Park, 1 in de Tsjechische Zoo Dvůr Králové en 3 in Ol Pejeta Conservatory, een reservaat in Kenia. In juli 2015 stierf het laatste exemplaar van Zoo Dvůr Králové en in november 2015 stierf de laatste neushoorn van het San Diego Wild Animal Park. Hierdoor waren er nog slechts drie exemplaren over. In maart 2018 stierf het enige overgebleven mannelijke exemplaar, Sudan. Pogingen om de vrouwelijke exemplaren te bevruchten zijn tot nu toe mislukt. Over de laatste dagen van het laatste mannelijke exemplaar werd de documentaire The Last Male on Earth gemaakt.